# Erica steinbergiana
Erica steinbergiana là một loài thực vật có hoa trong họ Thạch nam. Loài này được H.L.Wendl. ex Klotzsch mô tả khoa học đầu tiên năm 1838.